# Motorola 88000
Motorola 88000 (viết tắt m88k) là bộ kiến trúc tập lệnh RISC của Motorola. Thế hệ chạy tên 20 MHz bao gồm một CPU 88100 và ít nhất hai chip CMMU (từ chữ cache memory management unit nghĩa là "đơn vị quản lý bộ nhớ truy cập nhanh") một trong hai CMMU dùng cho bộ nhớ dữ liệu và một còn lại dùng cho bộ nhớ chỉ thị. CPU RISC 88100 bao gồm bộ xử lý số nguyên, bộ xử lý chấm động và các thanh ghi tổng quát 32-bit, 21 thanh ghi điều khiển, 32-bit đường dẫn dữ liệu và 32-bit địa chỉ. 88100 có khả năng địa chỉ hóa 4 Gb dữ liệu ngoài và 1 Gb của các chỉ thị 32-bit trong không gian nhớ. Có thể cài đặt tối đa đến 4 bộ chip để làm việc với nhau trên cùng một bộ nhớ trong một cấu hình đa xử lý (multiprocessing).